# Ekebysänget
Ekebysänget är ett änge i byn Ekebys i Stenkyrka socken på Gotland, omkring 2 kilometer nordost om Stenkyrka kyrka.
Det är ett ännu hävdat änge, huvudsakligen dominerat av kraftiga ekar och hasselbuskar. Förutom vanligare växter som vitsippor, gullvivor, vårärt, och ett flertal orkidéearter främst Sankt Pers nycklar, brudsporre och tvåblad, finns här den ovanligare lundsloken, som här förekommer i stora mängder. Myskmadran förekommer även i änget.